# HMCS Belleville (K332)
HMCS Belleville (K332) je bila korveta izboljšanega razreda Flower, ki je med drugo svetovno vojno plula pod zastavo Kraljeve kanadske vojne mornarice.

## Zgodovina
Ladjo so leta 1947 prodali Dominikanski republiki, kjer so jo preimenovali v Juan Bautista Cambiaso.